# Daniił Richard
Daniił Robertowicz Richard, ukr. Даниїл Робертович Ріхард, Danyjił Robertowycz Richard (ur. 27 lutego 1974 we Lwowie) – kazachski piłkarz pochodzenia ukraińskiego, grający na pozycji bramkarza. Zmienił obywatelstwo na kazachskie.

## Kariera piłkarska

### Kariera klubowa
W 1994 rozpoczął karierę piłkarską w drużynie Skify-LAZ Lwów. Latem 1995 odszedł do amatorskiego zespołu Switanok Winnica, skąd następnego roku został zaproszony do Nywy Winnica. Od września 1996 do końca roku występował w barwach Podilla Chmielnicki, po czym powrócił do Winnicy. Podczas przerwy zimowej sezonu 1997/98 wyjechał do Kazachstanu, gdzie podpisał kontrakt z Szachtiorem Karaganda. Potem bronił barw klubów Jesil Petropawł, Irtysz Pawłodar, Okżetpes Kokczetaw, Kajrat Ałmaty i Tobył Kostanaj. Od 2013 ponownie gra w zespole Kajrat Ałmaty. Do czerwca 2013 był podstawowym bramkarzem klubu i pełnił funkcje kapitana drużyny.

## Sukcesy i odznaczenia

### Sukcesy klubowe
- brązowy medalista Mistrzostw Kazachstanu: 2008, 2013